# 5725 (année hébraïque)
5725 (hébreu : ה'תשכ"ה , abbr. : תשכ"ה) est une année hébraïque qui a commencé à la veille au soir du 7 septembre 1964 et s'est finie le 26 septembre 1965. Cette année a compté 385 jours. Ce fut une année embolismique dans le cycle métonique, avec deux mois de Adar - Adar I et Adar II. Ce fut la sixième année depuis la dernière année de chemitta.
En l'an 5725, l'État d'Israël a fêté ses 17 ans d'indépendance.

## Calendrier
Ce calendrier hébraïque de l'année 5725 donne les correspondances avec les dates du calendrier grégorien.
Le premier nombre dans chaque case correspond au jour du mois hébraïque. Les jours en couleurs sont des jours remarquables juifs ou israéliens.
| ◄◄ | 5725 | ►► |

## Événements
- Clôture de la conférence de la Ligue arabe. les affluents du Jourdain seront détournés afin d’empêcher les Israéliens d’irriguer le désert du Néguev et l’OLP est reconnue.
- Habib Bourguiba propose un plan de résolution du conflit israélo-arabe, en reprenant les propositions faites par Nasser dans les années 1950. Nasser s’y oppose et accuse Bourguiba de trahison.
- Le président Johnson déclare que les États-Unis sont prêts à armer massivement Israël en cas de course aux armements. L’Égypte s’éloigne de Washington.
- Établissement officiel de relations diplomatiques entre Israël et la RFA.
- Douze des treize membres de la Ligue arabe rompent avec Bonn à la suite de révélations sur la livraison d’armes ouest-allemandes à Israël dans le cadre des réparations allemandes au peuple juif.

## Naissances
- Bonni Ginzburg
- Steven Adler

## Décès
- Felix Frankfurter
- Eli Cohen
- Martin Buber
- Bernard Baruch
- Moshé Sharett
- Giulio Racah

5720 - 5721 - 5722 - 5723 - 5724 - 5725 - 5726 - 5727 - 5728 - 5729 - 5730